# Institut Alemany de Normalització
El Deutsches Institut für Normung e.V. és l'organisme nacional de normalització d'Alemanya. La seva marca empresarial és DIN, acrònim de Deutsches Institut für Normung "Institut Alemany de Normalització".
Amb seu a Berlín, elabora, en cooperació amb el comerç, la indústria, la ciència, els consumidors i institucions públiques, estàndards tècnics (normes) per la racionalització i el control de qualitat. El DIN representa els interessos alemanys en les organitzacions internacionals de normalització (ISO, CEI, etc.). A través de la metodologia emprada en l'elaboració de les normes es pretén garantir que els seus continguts corresponguin amb l'"estat de la ciència". El DIN va ser establert el 22 de desembre de 1917 com Normenausschuss der deutschen Industrie (NADI).
L'editorial Beuth-Verlag, relacionada amb el DIN, s'encarrega de la venda i distribució de les normes editades per DIN i de les normes d'altres organismes de normalització, tant nacionals com estrangeres.
Actualment, hi ha al voltant de trenta mil estàndards DIN, que cobreixen gairebé tots els camps de la tecnologia. Una norma DIN d'ús habitual és la DIN 476 que defineix els formats (o mides) del paper i que ha estat adoptada per la majoria dels organismes nacionals de normalització d'Europa.

## Història

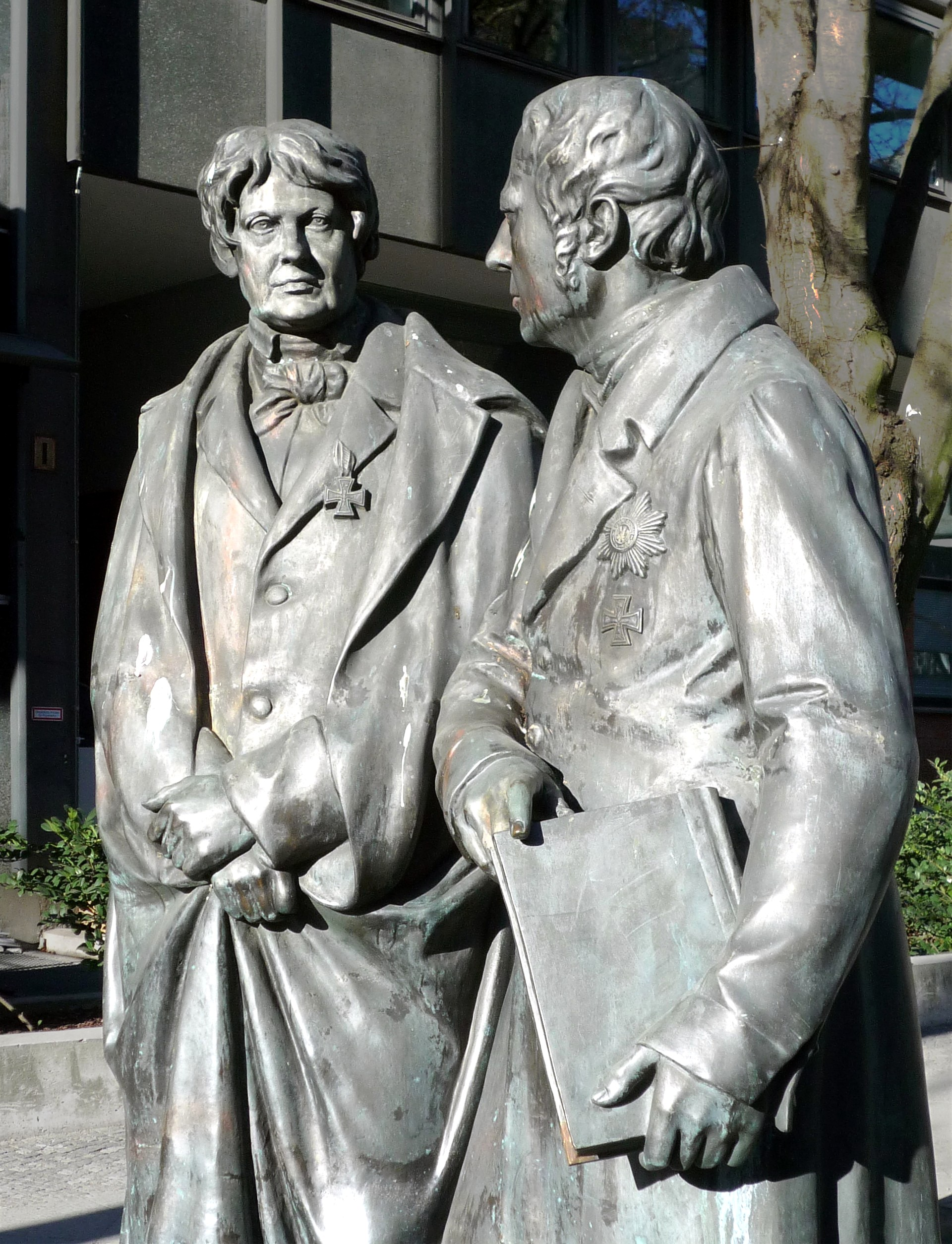
Les estàtues de Christian Peter Wilhelm Beuth i Wilhelm von Humboldt enfront de l'edifici del DIN a Berlín

Els treballs preliminars sobre la racionalització de la producció d'armament el gener de 1917 van portar a concloure que tota Alemanya havia de convertir-se en una comunitat de producció per a un sol client, les forces armades, i que per això eren necessàries normes bàsiques, especialment per a la cooperació en enginyeria mecànica. La iniciativa que va conduir a la posterior fundació del DIN va partir, per tant, del Königliches Fabrikationsbüro für Artillerie (Fabo-A) de Berlín.
Fundada el 1917 com a Normenausschuß der deutschen Industrie (NADI, "Comitè de normalització de la indústria alemanya"), el NADI va passar a anomenar-se Deutscher Normenausschuß (DNA, "Comitè de Normalització Alemany") el 1926 per reflectir que l'organització ara s'ocupava de qüestions de normalització en molts camps; és a dir, no només per a productes industrials.
El 1926, el DIN va passar a dir-se "Comitè de Normalització de la Indústria Alemanya" a "Comitè Alemany de Normalització" (DNA), perquè la normalització en el Reich ja havia superat l'àmbit més estret de la indústria en els anys 20. Per la mateixa raó, la DNA va intentar utilitzar l'abreviatura "DIN" amb "Das Ist Norm" per a substituir a "Deutsche Industrie-Norm". No obstant això, aquest terme no va aconseguir ser acceptat pel públic.
Després de la Segona Guerra Mundial, el Comissió Aliada de Control va autoritzar la DIN a reprendre les seves activitats el 1946. El 1951, el DIN es va convertir en membre de l'Organització Internacional de Normalització (ISO) amb la pretensió de representar l'àrea lingüística alemanya.
La contrapart de les normes DIN en la RDA va ser la TGL, que al principi es basava en gran manera en les normes DIN, però que més tard va tenir en compte cada vegada més les normes del RGW. La cooperació entre Alemanya Oriental i Occidental en el camp de la normalització es va reduir dràsticament després que el govern de la RDA tanqués les oficines del DIN a Berlín Oriental, Jena i Ilmenau el 1961. Des de la dissolució de la Amts für Standardisierung, Messwesen und Warenprüfung (ASMW) de la RDA el 1990, el DIN torna a ser responsable dels treballs de normalització en tota Alemanya.
L'acrònim "DIN" sovint s'empra incorrectament com Deutsche Industrienorm ("Estàndard de la indústria alemanya"). Això es deu en gran part a l'origen històric del DIN com a "NADI". El NADI va publicar els seus estàndards com a DI-Norm (Deutsche Industrienorm). Per exemple, el primer estàndard publicat va ser ' DI-Norm 1 ' (sobre els pins cònics) el 1918. Molta gent encara associa erròniament el DIN amb l'antiga DI-Norm com a convenció de denominació.
Un dels primers, i probablement el més conegut, és el DIN 476, l'estàndard que va introduir les mides de paper de la sèrie A el 1922, adoptat el 1975 com a norma internacional ISO 216. Els exemples habituals de la tecnologia moderna inclouen connectors DIN i mini-DIN per a electrònica i el carril DIN o EN55022.
El 5 de juny de 1975, el DIN Deutsches Institut für Normung e. V. i la República Federal d'Alemanya van signar el Tractat de Normes.  Això va donar al DIN un considerable reconeixement públic, ja que la República Federal es va comprometre a dirigir-s'hi exclusivament per a les qüestions i tasques rellevants plantejades per l'Estat. Igualment, la República Federal recomana únicament la norma DIN per als treballs de normalització internacional. A canvi, la DIN va fer públics els seus principis bàsics (DIN 820), que fins aleshores s'aplicaven internament, i es va comprometre no només a assumir les tasques de normalització suggerides per l'Estat, sinó a donar-los un tracte preferent.
El 2007, el DIN es va fer conegut per la ß majúscula (Versal-ß ) així com per a l'estàndard de documents Office Open XML.
DIN SPEC 3105, publicat el 2020, és "el primer estàndard alemany que es publica sota una llicència oberta (CC-BY-SA 4.0) […] per implementar un procés d'estandardització obert".

## Estàndards
La designació d'un estàndard DIN mostra el seu origen al seu nom, ja que # indica un número:
- DIN # s'utilitza per als estàndards alemanys amb importància principalment nacional o dissenyat com un primer pas cap a l'estatus internacional. E DIN # és un esborrany de norma i DIN V # és una norma preliminar.
- DIN EN # s'usa per a l'edició alemanya dels estàndards europeus.
- DIN ISO # es fa servir per a l'edició alemanya dels estàndards ISO.
- S'empra DIN EN ISO # si la norma també s'ha adoptat com a norma europea.

### Exemples
- DIN 476 : mides de paper internacionals (ara ISO 216 o DIN EN ISO 216)
- DIN 1451 : tipografia utilitzada pels ferrocarrils alemanys i en els senyals de trànsit
- DIN 31635 : transliteració de la llengua àrab
- DIN 41612 : estàndard mecànic per a la connexió elèctrica de la placa posterior
- DIN 72552 : números de terminals elèctrics en automòbils

### DIN Programari GmbH
El 1988 es va fundar l'empresa DIN Programari GmbH amb l'objectiu d'adquirir, crear i distribuir arxius i programes certificats en suports de dades llegibles per màquina en l'àmbit de la tecnologia, en particular per a la fabricació de productes normalitzats per la norma DIN i les aplicacions dels procediments normalitzats per la norma DIN. La fundació comptava amb el suport de quatre accionistes (DIN, Verband der Automobilindustrie, VDMA i ZVEI). Des de 1993, DIN Programari GmbH és una filial al cent per cent de DIN. Al principi, els principals productes consistien en dades de peces estàndard CAD per al seu ús en programes de disseny. Les dades de les parts de la norma s'han pres de les normes i s'han ampliat amb metadades de la base de dades del Centre Alemany d'Informació sobre Normes Tècniques. (DITR). Els arxius de les normes EDIFACT també s'ofereixen des dels inicis de DIN Programari GmbH.
L'estructura jeràrquica de la base de dades DITR va ser substituïda el 1996 per una base de dades relacional. A partir de l'any 2000, la base de dades DITR també va ser utilitzada com a base de dades mestra per la DIN, la Beuth Verlag i la DIN Programari GmbH per a la norma i les referències de documents.
El 1989, el Comitè d'Experts d'Usuaris del Centre Alemany d'Informació sobre Normes Tècniques. (avui DIN Programari GmbH). Era i és un vincle entre els usuaris de productes o serveis d'informació de la base de dades DITR i el fabricant.
El 2003, DIN Programari GmbH es va fer càrrec del Centre Alemany d'Informació de Normes Tècniques gestionat pel DIN i de la base de dades DITR, inclosos els arxius electrònics de text complet del dret tècnic.

## Objectiu DIN
La tasca del DIN és estimular, organitzar, controlar i moderar la normalització en benefici del públic en general, salvaguardant al mateix temps l'interès públic. Els resultats del treball serveixen a la innovació, la racionalització, la comprensió en els negocis, la ciència, l'administració i el públic, assegurant la usabilitat, l'assegurament de la qualitat, la compatibilitat, la intercanviabilitat, la salut, la seguretat, la protecció del consumidor, la seguretat laboral i la protecció del medi ambient. En crear-los, l'objectiu és que les regles de tecnologia generalment acceptades es compleixen i es té en compte l'estat actual de la tècnica.
Els temes electrotècnics són tractats conjuntament per DIN i l'Associació Alemanya d'Enginyeria Elèctrica (VDE) en la Comissió Alemanya DKE de Tecnologies Elèctriques, Electròniques i de la Informació en DIN i VDE.
DIN treballa en els comitès de normes internacionals i europees ISO i CEN i en les organitzacions electrotècniques IEC i CENELEC per a representar els interessos alemanys i promoure la lliure circulació internacional de mercaderies. Organitza la integració de les normes internacionals en el cos alemany de normes.
Les normes DIN són distribuïdes per Beuth Verlag, una subsidiària del Grup DIN, en format imprès i com a descàrrega per una tarifa. L'editor també ven documents estàndard d'altres organismes d'estandardització estrangers.
A Suïssa, l'Associació Suïssa de Normalització (SNV) i a Àustria, Austrian Standards International (ÖNORM) fan treballs comparables.

## Finançament
El pressupost del DIN i, per tant, el finançament dels treballs de normalització es nodreix de quatre fonts, la part del pressupost total dels quals es compon de la següent manera:
1. Ingressos propis (60,6%)[9] - DIN genera la major part a través de les seves filials. Sobretot, els ingressos de Beuth Verlags per la venda de les normes i d'altres productes del DIN, així com els ingressos per inversions, són fonts importants dels ingressos del DIN.[10]
2. Fons de projectes procedents de la indústria (20,3%)[9] - Compostos per contractes de projectes, contribucions de finançament i contribucions de costos[10] procedents de la indústria, representen la segona part més important del pressupost total.
3. Quotes d'afiliació (9,8%)[9] - Entre altres coses, els membres tenen l'oportunitat d'influir en la política de normalització a través de les quotes i reben descomptes a les llicències.[11]
4. Fons de projectes del sector públic (9,3%)[9] - es proporcionen en interès de la promoció general del comerç, el foment de la competència i en interès de l'ordre públic (seguretat i salut laboral , protecció de la salut , etc.). Aquests fons es destinen a la realització de projectes específics de normalització dinterès públic.

## Crítiques
Les normes DIN són criticades per ser favorables a la indústria i servir als seus interessos més que al bé comú. Per exemple, la "prova de pou de foc no pràctica" de DIN 4102 va ser qüestionada en un informe de la cadena de televisió alemanya Norddeutscher Rundfunk (NDR). Segons l'informe, el mètode de prova està estructurat perquè coincideixi amb l'utilitzat pel resultat desitjat per la indústria en referència amb el poliestirè i la manca de propagació del foc.